# Che Guevara-emlékmű
A Che Guevara-emlékmű a kubai Santa Clarában áll.

## Története
Az emlékművet José Delarra szobrász és Blanca Hernández építész tervezte. Az emlékmű körülötti tér, a Plaza Che Guevara Alberto Cao munkája. Az építkezésben félmillió Santa Clara-i lakos vett részt munkájával, ingyen. Köztük voltak a nyolcas oszlop, az argentin származású Che Guevera által a kubai forradalomban vezényelt zászlóaljának veteránjai is. A kommunista parancsnok 6,8 méter magas szobrát a guanbacoai Eliseo Díaz Machado öntödében készítették. A szobor gerillaöltözetben, kezében fegyverrel ábrázolja Che Gueverát. Az alak bal karja fel van kötve, amely arra a sérülésre emlékeztet, amelyet a forradalmár kevéssel halála előtt Bolíviában szerzett.
Az építkezés 1982-ben kezdődött, az emlékművet 1988. december 28-án, Santa Clara bevételének harmincadik évfordulóján avatták fel Raúl Castro honvédelmi miniszter jelenlétében. Az emlékmű középső oszlopán Che Guevera bronzszobra áll. Dél-Amerika felé néz, ami arra emlékeztet, hogy mi foglalkoztatta a forradalmárt. Az emlékmű kőfalaiba, a hatméteres oszlopba Che Guevera életének fontosabb jeleneteiből faragtak domborműveket, és felvésték a Fidel Castróhoz címzett búcsúlevelének szövegét is. A fal hat méter magas és 18 méter hosszú.
A domborműveken látható, ahogy Che Guevera a Sierra Maestra-i harcok idején tanácskozik, megjelenik Celia Sánchez Manduley és Camilo Cienfuegos a társaságában, látható lóháton, miközben katonák kísérik. Megörökítették azt a jelenetet is, amikor Che Guevera és emberei kisiklatják a Santa Clara helyőrségének fegyvert és lőszert szállító vonatot, amelynek révén sikerült a várost, először a nagyobb kubai települések közül elfoglalniuk.
Az oszlop talapzata alatt található Che Guevera és harcostárai mauzóleuma. 1997-ben ott helyezték végső nyugalomra a parancsnokot és több társát, akiket Bolíviában öltek meg a kormányerők. A földi maradványokat egy tömegsírból emelték ki és szállították Kubába. A kolumbáriumot az elesettek faragott arcképe díszíti. Harmincnyolc sírhely van, de közülük néhány csak szimbolikus, mert a Bolíviában elesettek közül nem mindenkit találtak meg. A sírok bolíviai és argentin kommunista felkelőknek, valamint egy német nőnek, Haydee Tamara Bunke Bidernek állítanak emléket. Az újratemetési ünnepséget 1997. október 17-én, Fidel Castro  jelenlétében tartották.